# Idiataphe cubensis
Idiataphe cubensis là loài chuồn chuồn trong họ Libellulidae. Loài này được Scudder mô tả khoa học đầu tiên năm 1866.